# Brenthis aigina
Brenthis aigina är en fjärilsart som beskrevs av Hans Fruhstorfer 1908. Brenthis aigina ingår i släktet Brenthis och familjen praktfjärilar. Inga underarter finns listade i Catalogue of Life.